# Pablo Sisniega
Pablo Sisniega Fink (Ciudad de México, México; 7 de julio de 1995) es un futbolista mexicano. Juega de portero en el San Diego FC de la Major League Soccer.

## Trayectoria
Comenzó en las inferiores de las Chivas de Guadalajara desde los 9 años y dejó el club a los 14 años, donde se unió a los juveniles de la Real Sociedad a los 17 años.
Sisniega debutó en la Real Sociedad B en el 2014. Sufrió una lesión en el hombro en febrero de 2017, que lo dejó fuera de las canchas durante 20 meses. En sus cuatro temporadas jugó 38 encuentros con el club en la Segunda División B de España.
El 18 de febrero de 2019, Los Angeles FC de la Major League Soccer anunció el fichaje del portero mexicano.

## Selección nacional
En una entrevista, el jugador comentó su deseo de representar a México a nivel internacional.

## Estadísticas
Actualizado al último partido jugado el 20 de junio de 2021.
| Real Sociedad "B" · España                       | 3.ª           | 2014-15       | 2  | -6  | ― | ―  | ― | ― | 2  | -6  |
| Real Sociedad "B" · España                       | 3.ª           | 2015-16       | 14 | -12 | ― | ―  | ― | ― | 14 | -12 |
| Real Sociedad "B" · España                       | 3.ª           | 2016-17       | 21 | -21 | ― | ―  | ― | ― | 21 | -21 |
| Real Sociedad "B" · España                       | 3.ª           | 2018-19       | 1  | 0   | ― | ―  | ― | ― | 1  | 0   |
| Real Sociedad "B" · España                       | Total club    | Total club    | 38 | -39 | 0 | 0  | 0 | 0 | 38 | -39 |
| Los Angeles FC Estados Unidos                    | 1.ª           | 2019          | 6  | -9  | 3 | -2 | ― | ― | 9  | -11 |
| Los Angeles FC Estados Unidos                    | 1.ª           | 2020          | 15 | -26 | ― | ―  | ― | ― | 15 | -26 |
| Los Angeles FC Estados Unidos                    | 1.ª           | 2021          | 8  | -10 | ― | ―  | ― | ― | 8  | -10 |
| Los Angeles FC Estados Unidos                    | Total club    | Total club    | 29 | -45 | 3 | -2 | 0 | 0 | 32 | -47 |
| Charlotte FC Estados Unidos                      | 1.ª           | 2022          | 0  | 0   | ― | ―  | ― | ― | 0  | 0   |
| Charlotte FC Estados Unidos                      | Total club    | Total club    | 0  | 0   | 0 | 0  | 0 | 0 | 0  | 0   |
| Total carrera                                    | Total carrera | Total carrera | 67 | -84 | 3 | -2 | 0 | 0 | 70 | -86 |
| (1)Incluye datos de la Lamar Hunt U.S. Open Cup. |               |               |    |     |   |    |   |   |    |     |

## Vida personal
Es hijo del exdeportista olímpico Ivar Sisniega quien fue abanderado mexicano en los Olimpiadas de Verano de 1984, y su madre Cristina Fink compitió en salto de altura para México en las olimpiadas de 1988 y 1992. Pablo nació en México, pero también posee la nacionalidad estadounidense y la alemana.